# Thomas Pidcock
Thomas Pidcock (conocido como Tom Pidcock; Leeds, 30 de julio de 1999) es un deportista británico que compite en ciclismo en las modalidades de ruta, montaña (campo a través) y ciclocrós; campeón olímpico en Tokio 2020 y París 2024, dos veces campeón mundial de ciclismo de montaña y campeón mundial de ciclocrós.

## Trayectoria
Participó en dos Juegos Olímpicos de Verano, obteniendo dos medallas de oro, en Tokio 2020 y París 2024, en la prueba de ciclismo de montaña de campo a través.
Ganó cuatro medallas en el Campeonato Mundial de Ciclismo de Montaña entre los años 2020 y 2024, y dos medallas de oro en el Campeonato Europeo de Ciclismo de Montaña, en los años 2022 y 2025.
Ganó dos medallas en el Campeonato Mundial de Ciclocrós, oro en 2022 y plata en 2020.
En carretera consiguió una medalla de bronce en el Campeonato Mundial de Ciclismo en Ruta de 2019, en la carrera de ruta sub-23, Además, ganó la Flecha Brabanzona de 2021, la Strade Bianche de 2023 y la Amstel Gold Race de 2024.
En 2022 fue nombrado miembro de la Orden del Imperio Británico (MBE) y en 2024 fue ascendido a oficial de la Orden del Imperio Británico (OBE). En 2025 recibió el Premio Laureus al «Mejor deportista de acción del año».

## Medallero internacional
| Juegos Olímpicos   | Juegos Olímpicos      | Juegos Olímpicos  | Juegos Olímpicos       |
| Año                | Lugar                 | Medalla           | Competición            |
| ------------------ | --------------------- | ----------------- | ---------------------- |
| 2021               | Tokio (Japón)         | Medalla de oro    | Campo a través         |
| 2024               | París (Francia)       | Medalla de oro    | Campo a través         |
| Campeonato Mundial |                       |                   |                        |
| Año                | Lugar                 | Medalla           | Competición            |
| 2020               | Leogang (Austria)     | Medalla de oro    | Campo a través (b. e.) |
| 2023               | Glasgow (Reino Unido) | Medalla de oro    | Campo a través         |
| 2023               | Glasgow (Reino Unido) | Medalla de bronce | Campo a través corto   |
| 2024               | Pal Arinsal (Andorra) | Medalla de bronce | Campo a través         |
| Campeonato Europeo |                       |                   |                        |
| Año                | Lugar                 | Medalla           | Competición            |
| 2022               | Múnich (Alemania)     | Medalla de oro    | Campo a través         |
| 2025               | Melgaço (Portugal)    | Medalla de oro    | Campo a través         |

| Campeonato Mundial | Campeonato Mundial            | Campeonato Mundial | Campeonato Mundial |
| Año                | Lugar                         | Medalla            | Competición        |
| ------------------ | ----------------------------- | ------------------ | ------------------ |
| 2020               | Dübendorf (Suiza)             | Medalla de plata   | Individual         |
| 2022               | Fayetteville (Estados Unidos) | Medalla de oro     | Individual         |

| Campeonato Mundial | Campeonato Mundial      | Campeonato Mundial | Campeonato Mundial |
| Año                | Lugar                   | Medalla            | Competición        |
| ------------------ | ----------------------- | ------------------ | ------------------ |
| 2019               | Yorkshire (Reino Unido) | Medalla de bronce  | Ruta sub-23        |

## Palmarés

### Ciclocrós
| 2016-2017 - Campeonato Mundial de Ciclocrós Junior - Campeonato Europeo de Ciclocrós Junior 2017-2018 - National Trophy Series - 1.º Abergavenny 2018-2019 - Campeonato Mundial de Ciclocrós sub-23 - Campeonato Europeo de Ciclocrós sub-23 - Campeonato del Reino Unido de Ciclocrós 2019-2020 - 2.º en el Campeonato Mundial de Ciclocrós - Campeonato del Reino Unido de Ciclocrós 2020-2021 - 12.º general Superprestigio - 1.º Gavere | 2021-2022 - Campeonato Mundial de Ciclocrós - 11.º general Copa del Mundo - 1.º Rucphen - 1.º Hulst - 1.º Cyclo-cross Gullegem 2022-2023 - 13.º general Copa del Mundo - 7.º general Superprestigio - 1.º Boom - 13.º general X²O Badkamers Trophy - 1.º Kortrijk 2023-2024 - 18.º general Copa del Mundo - 1.º Namur |

### Montaña
2020
- Campeonato Mundial sub-23 de Ciclismo de Montaña en Campo a través
- Campeonato Mundial de Ciclismo de Montaña con Bicicleta Eléctrica

2021
- Juegos Olímpicos Campo a Través
- 18.º general Copa del Mundo XC
  - 1.º Olympic Race Nove Mesto

2022
- 24.º general Copa del Mundo XC
  - 1.º Olympic Race Albstadt
  - 1.º Olympic Race Nové Město
- Campeonato Europeo de Ciclismo de Montaña en campo a través

2023
- 9.º general Copa del Mundo XC
  - 1.º Short Race Nové Město
  - 1.º Olympic Race Nové Město
  - 1.º Olympic Race Mont-Sainte-Anne
- ÖKK Bike Revolution
- Campeonato Mundial de Ciclismo de Montaña en campo a través
- 3.º en el Campeonato Mundial de Ciclismo de Montaña Recorrido Corto

2024
- 23.º general Copa del Mundo XC
  - 1.º Olympic Race Nové Město
  - 1.º Short Race Crans-Montana
  - 1.º Olympic Race Crans-Montana
- Juegos Olímpicos Campo a Través
- 3.º en el Campeonato Mundial de Ciclismo de Montaña en campo a través

2025
- ? general Copa del Mundo XC
  - 1.º Olympic Race Pal Arinsal
- Campeonato Europeo de Ciclismo de Montaña en campo a través

### Ruta
| \| Resultados en categoría júnior \| \| ------------------------------------------------------------------------------------------------------------------------- \| \| 2016 (como júnior) - Philippe Gilbert Juniors \| \| 2017 (como júnior) - Gran Premio Rüebliland, más 1 etapa - París-Roubaix juniors - Campeonato Mundial Contrarreloj Junior \| 2019 - 1 etapa del Triptyque des Monts et Châteaux - París-Roubaix sub-23 - Tour de Alsacia, más 1 etapa - 3.º en el Campeonato Mundial en Ruta sub-23 2020 - Giro Ciclistico d'Italia, más 3 etapas 2021 - Flecha Brabanzona 2022 - 1 etapa del Tour de Francia | 2023 - 1 etapa de la Vuelta al Algarve - Strade Bianche 2024 - Amstel Gold Race 2025 - AlUla Tour, más 2 etapas - 1 etapa de la Vuelta a Andalucía - 1 etapa de la Arctic Race de Noruega |
| Resultados en categoría júnior | |
| 2016 (como júnior) - Philippe Gilbert Juniors | |
| 2017 (como júnior) - Gran Premio Rüebliland, más 1 etapa - París-Roubaix juniors - Campeonato Mundial Contrarreloj Junior | |

## Resultados

### Grandes Vueltas
| Carrera | Carrera         | 2018 | 2019 | 2020 | 2021 | 2022 | 2023 | 2024 | 2025 |
| ------- | --------------- | ---- | ---- | ---- | ---- | ---- | ---- | ---- | ---- |
|         | Giro de Italia  | —    | —    | —    | —    | —    | —    | —    | 16.º |
|         | Tour de Francia | —    | —    | —    | —    | 16.º | 13.º | Ab.  | —    |
|         | Vuelta a España | —    | —    | —    | 67.º | —    | —    | —    | —    |

| —: No participó | Ab: Abandono |

### Vueltas menores
| Carrera | Carrera           | 2018 | 2019 | 2020 | 2021 | 2022 | 2023 | 2024 |
| ------- | ----------------- | ---- | ---- | ---- | ---- | ---- | ---- | ---- |
|         | Tirreno-Adriático | —    | —    | —    | —    | —    | Ab.  | 9.º  |
|         | Vuelta a Suiza    | —    | —    | —    | —    | Ab.  | 22.º | 6.º  |

| —: No participó | Ab: Abandono |

### Clásicas y Campeonatos
| Omloop Het Nieuwsblad  | Omloop Het Nieuwsblad  | —    | —    | —    | 55.º | 18.º  | 5.º  | 8.º  | 38.º |    |    |
| Kuurne-Bruselas-Kuurne | Kuurne-Bruselas-Kuurne | —    | —    | —    | 3.º  | 70.º  | —    | —    | —    |    |    |
| Strade Bianche         | Strade Bianche         | —    | —    | —    | 5.º  | —     | 1.º  | 4º   | 2.º  |    |    |
|                        | Milán-San Remo         | —    | —    | —    | 15.º | Ab.   | —    | 11.º | 40.º |    |    |
| E3 Saxo Bank Classic   | E3 Saxo Bank Classic   | —    | —    | X    | 25.º | —     | —    | —    | —    |    |    |
| Gante-Wevelgem         | Gante-Wevelgem         | —    | —    | —    | —    | 67.º  | —    | —    | —    |    |    |
| A Través de Flandes    | A Través de Flandes    | —    | —    | X    | 43.º | 3.º   | 11.º | —    | —    |    |    |
|                        | Tour de Flandes        | —    | —    | —    | 41.º | 14.º  | 52.º | —    | —    |    |    |
|                        | París-Roubaix          | —    | —    | X    | —    | —     | —    | 17.º | —    |    |    |
| Flecha Brabanzona      | Flecha Brabanzona      | —    | —    | —    | —    | 1.º   | 5.º  | —    | 11.º |    |    |
| Amstel Gold Race       | Amstel Gold Race       | —    | —    | X    | 2.º  | 11.º  | 3.º  | 1.º  | 9.º  |    |    |
| Flecha Valona          | Flecha Valona          | —    | —    | —    | 6.º  | Ab.   | 18.º | Ab.  | 3.º  |    |    |
|                        | Lieja-Bastoña-Lieja    | —    | —    | —    | —    | 103.º | 2.º  | 10.º | 9.º  |    |    |
| Bretagne Classic       | Bretagne Classic       | —    | —    | —    | —    | —     | —    | 51.º |      |    |    |
| JJ. OO. (Ruta)         | JJ. OO. (Ruta)         | ND   | ND   | ND   | —    | ND    | ND   | 13.º | ND   | ND | ND |
| Mundial en Ruta        | Mundial en Ruta        | —    | —    | —    | 6.º  | —     | —    | 57.º |      |    |    |
| Europeo en Ruta        | Europeo en Ruta        | —    | —    | 55.º | —    | —     | —    | —    |      |    |    |
| Reino Unido en Ruta    | Reino Unido en Ruta    | 38.º | 43.º | X    | —    | —     | —    | —    |      |    |    |

| —: No participó | Ab: Abandono | X: Edición no celebrada |

### JJ. OO. y campeonatos de ciclismo de montaña
| Carrera            | Especialidad        | 2020 | 2021 | 2022 | 2023 | 2024 | 2025 |
| ------------------ | ------------------- | ---- | ---- | ---- | ---- | ---- | ---- |
| Juegos Olímpicos   | Campo a través      | ND   | 1.º  | ND   | ND   | 1.º  | ND   |
| Campeonato Mundial | Campo a través      | —    | —    | 4.º  | 1.º  | 3.º  |      |
| Campeonato Mundial | Distancia corta     | X    | —    | —    | 3.º  | 8.º  |      |
| Campeonato Mundial | Maratón             | —    | —    | —    | —    | —    |      |
| Campeonato Mundial | Bicicleta eléctrica | 1.º  | —    | —    | —    | —    |      |
| Campeonato Europeo | Campo a través      | —    | —    | 1.º  | —    | —    | 1.º  |
| Campeonato Europeo | Distancia corta     | X    | X    | —    | —    | —    | —    |
| Campeonato Europeo | Maratón             | X    | —    | —    | —    | —    |      |
| Reino Unido        | Campo a través      | —    | —    | —    | —    | —    |      |

| —: No participó | Ab: Abandono | X: Edición no celebrada | ND: No disputado |

### Campeonatos de ciclocrós
| Carrera                  | 18-19 | 19-20 | 20-21 | 21-22 | 22-23 |
| ------------------------ | ----- | ----- | ----- | ----- | ----- |
| Mundial de Ciclocrós     | —     | 2.º   | —     | 1.º   | —     |
| Europeo de Ciclocrós     | 8.º   | —     | —     | —     | —     |
| Reino Unido de Ciclocrós | 1.º   | 1.º   | —     | —     | —     |

| —: No participó | Ab: Abandono |

## Equipos
- Team Wiggins (2018-2019)
- INEOS Grenadiers (2021-2024)
- Q36.5 Pro Cycling Team (2025-)